# 프로그래머

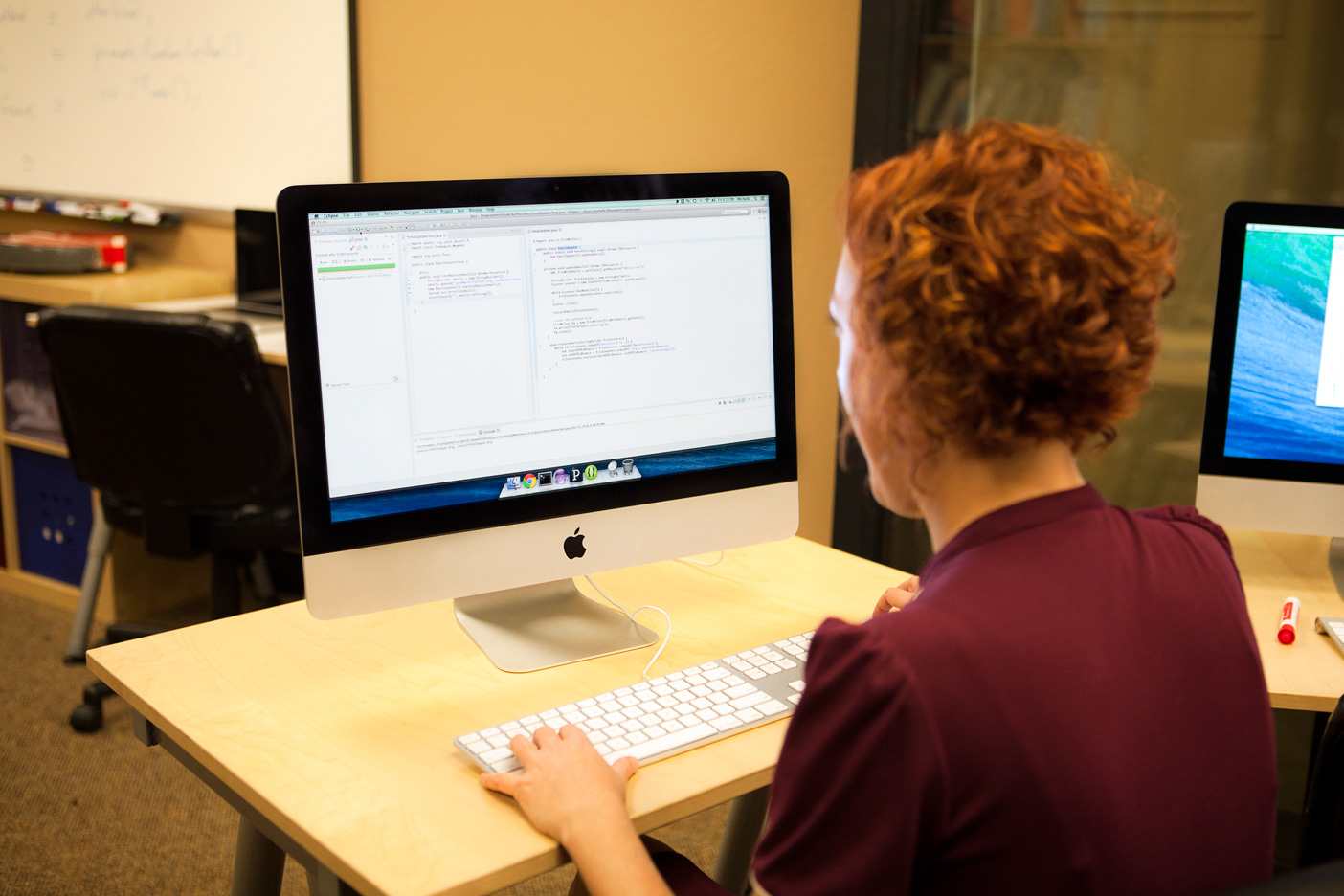
소프트웨어의 소스 코드를 편집하고 있는 컴퓨터 프로그래머.

컴퓨팅 분야에서 프로그래머(programmer)는 컴퓨터 프로그래밍을 하는 사람이다. 프로그래머는 컴퓨터 프로그램의 논리나 알고리즘을 설계하고 프로그램을 작성하고 테스트를 수행한다. 이들중 일부는 소프트웨어 엔지니어, 컴퓨터과학자, 해커로 간주할 수 있다.
에이다 러브레이스는 역사상 최초의 프로그래머로 여겨진다. 그녀는 1842년 10월에, 찰스 배비지의 해석 기관 컴퓨터 상의 구현을 알고리즘으로 설명한 최초의 사람이다.
컴퓨터 프로그래밍 기술에 능숙한 사람들은 유명세를 타기도 하지만, 이러한 관심은 보통 소프트웨어 엔지니어 집단으로 국한된다. 많은 저명한 프로그래머들이 종종 "해커"라는 명칭으로 불린다. 프로그래머는 다양한 형태를 가진다. 전문 프로그래머는 보통 IT 분야의 큰 회사나 작은 서비스 업체에서 일한다. 이것에 대하여 여러 가지 자격증 등이 있다.
IT 프로그래머는 보통 IT 분야의 회사에서 일하거나 만든다. 그리고 그들은 프로그램을 만들고, 베타 테스터들에게 첫 시험판을 주어 오류가 나는지 살필 수 있다. 그 다음 오류가 나지 않으면 그것을 알파 버전으로 한정적으로 판매할 수 있다. 사용자들 에게도 문제가 일어나지 않으면 그것을 정식 버전으로 판매할 수 있다. 가벼운 프로그램만 생각하고 간단한 코딩만 익혀도 되는 것으로 여기는 사람들이 있지만 능력있는 프로그래머가 되기 위해서는 각종 프로그래밍 언어들과 수학, 컴퓨터 과학 이론등을 공부하고 깊이있게 이해하여야 한다.

## 같이 보기
- 프로그래머 목록
- 프로그래밍 언어 목록
- 소프트웨어 개발 프로세스
- 소프트웨어 공학
- 비디오 게임 프로그래머
- 제럴드 마빈 와인버그
- 프로그래머의 날